# Mabel Cadena
Mabel Cadena (Atizapán, Mèxic; 23 de setembre de 1990) és una actriu mexicana de cinema, teatre i televisió coneguda per interpretar Amada Díaz a la pel·lícula El baile de los 41 (2020) del director David Pablos, Ramira a La diosa del asfalto (2020) de Julián Hernández Pérez, i Tecuelhuetzin a la sèrie de televisió Hernán (2019). Va fer el seu debut a Hollywood interpretant la superheroïna Namora a la pel·lícula de 2022, Black Panther: Wakanda Forever.

## Biografia
Cadena va néixer a Atizapán, Estat de Mèxic, però va créixer a Minatitlán, Veracruz. Posseeix origen nahua, i parla el náhuatl amb fluïdesa. Va estudiar la llicenciatura en Psicologia i posteriorment un mestratge després de graduar-se de la carrera d'Actuació. Va iniciar la seua formació a l'acadèmia CasAzul Artes Escénicas Argos a Tlalnepantla de Baz, Estat de Mèxic. Va començar actuant en algunes obres de teatre com Enemigo de Clase de Sebastián Zurita,Las lágrimas de Edipo de Wajdi Mouawad d'Hugo Arrevillaga, Manual De Desuso d'Edurne Goded, In Memoriam de José Caballero, Los Motivos del Lobo de Rodolfo Obregón, i Gardenia Club de Lila Áviles, entre d'altres.
Mabel va saltar a la televisió l'any 2012, interpretant el paper d'Adela Rosa Chávez a la sèrie de televisió Capadocia d'HBO Llatinoamèrica. La seua carrera va continuar en televisió en produccions tals com Camelia la Texana (2014), El Señor de los Cielos (2014), Érase una Vez (2017), Las Malcriadas (2017), El Vato (2017), Ingobernable (2017), Por la Máscara (2018), La Bandida (2018), Monarca (2019) i Hernán (2019).
Cadena es va iniciar al cinema amb la producció Los adioses (2016), La diosa del asfalto (2020) de Julián Hernández Pérez i El baile de los 41 (2020) de David Pablos, paper que la va popularitzar a Mèxic en interpretar Amada Díaz, fillastra de Porfirio Díaz. Entre els curtmetratges en què ha participat hi ha Menage à trois (2015), Fight Back (2017), Cuatro minutos (2021), entre d'altres.
Mabel va debutar a Hollywood el 2022 amb la pel·lícula de Marvel Studios, Black Panther: Wakanda Forever al paper de Namora, la cosina de Namor. Abans d'obtenir el paper per a la cinta, no parlava anglés ni sabia que la seua audició era per a una cinta de Marvel. Tres mesos després, la producció li va demanar que enregistrés un vídeo on mostrés les seues habilitats físiques, com ara boxa, muntar a cavall i fent acrobàcies. Una setmana més tard, l'actriu va rebre una trucada de la producció anunciant la seua integració al projecte. Després de la notícia es va mudar a Atlanta, Geòrgia, on va passar nou mesos fent classes d'anglés i preparant-se físicament per a interpretar el personatge. L'actriu va compartir escenes amb Tenoch Huerta.